# ألفا فاي ألفا
ألفا فاي ألفا: منظمة أخوية عريقة
ألفا فاي ألفا (Alpha Phi Alpha) هي أول منظمة أخوية إفريقية أمريكية تأسست في الولايات المتحدة الأمريكية. تم تأسيسها في جامعة كورنيل في إيثاكا، نيويورك، في عام 1906 من قبل مجموعة من الطلاب الأمريكيين من أصل إفريقي. تُعرف هذه المنظمة بشعارها "الأخوة، القيادة، والمنفعة العامة"، وتعتبر اليوم واحدة من أكثر المنظمات الأخوية تأثيرًا بين الأمريكيين من أصل إفريقي.

## تاريخ التأسيس
في بداية القرن العشرين، واجه الطلاب من أصل إفريقي في الجامعات الأمريكية تمييزًا كبيرًا ونقصًا في الدعم الاجتماعي والأكاديمي. لمواجهة هذه التحديات، تأسست ألفا فاي ألفا على يد سبعة طلاب، يُعرفون بـ"الأخوة السبعة المؤسسين"، وهم:
1. هنري آرثر كاليس
2. تشارلز هنري تشابمان
3. يوجين كينكل جونز
4. جورج بيدج كيلي
5. ناثانييل أليسون موراي
6. روبرت هارولد أوجل
7. فيرتشوس ويرثر تاند
كانت هذه المنظمة تهدف إلى خلق بيئة داعمة وتعزيز القيم الأكاديمية بين أعضائها، مما أدى إلى توسعها بسرعة عبر الجامعات الأمريكية.

## الأهداف والمبادئ
تستند منظمة ألفا فاي ألفا إلى عدة قيم ومبادئ أساسية، منها:
1. الأخوة: تعزيز الروابط العميقة بين الأعضاء، ودعمهم في مختلف جوانب الحياة.
2. القيادة: تطوير القدرات القيادية للأعضاء من خلال برامج تدريبية ومشاركات مجتمعية.
3. لمنفعة العامة: تقديم الخدمات المجتمعية والعمل على تحسين الظروف الاجتماعية والتعليمية في المجتمعات ذات الدخل المنخفض.

## النشاطات والبرامج
تنظم ألفا فاي ألفا العديد من البرامج والمبادرات التي تركز على التعليم، والخدمة العامة، والتطوير الشخصي. من بين أهم برامجها:
1. برنامج "Go-to-High School, Go-to-College": يهدف إلى تشجيع الشباب على إكمال تعليمهم العالي وتقديم الدعم الأكاديمي لهم.
2. برنامج "Project Alpha": يركز على التوعية بالقضايا الصحية التي تؤثر على الشباب، مثل الصحة الجنسية والوقاية من الأمراض.
3. برنامج "A Voteless People is a Hopeless People": يسعى إلى تشجيع المشاركة المدنية والسياسية بين الأمريكيين من أصل إفريقي.

## الأعضاء البارزين
خلال تاريخها الطويل، ضمت ألفا فاي ألفا عددًا كبيرًا من الشخصيات المؤثرة في مجالات مختلفة، مثل:
- **مارتن لوثر كينغ الابن: زعيم حركة الحقوق المدنية في الولايات المتحدة.
- ثورغود مارشال: أول قاضٍ من أصل إفريقي في المحكمة العليا الأمريكية.
- كورنيل ويست: فيلسوف وناشط اجتماعي بارز.

## الانتشار العالمي
توسعت ألفا فاي ألفا بشكل كبير منذ تأسيسها، ولديها اليوم أكثر من 900 فرع حول العالم، تشمل فروعًا في الولايات المتحدة وكندا وأوروبا وآسيا ومنطقة البحر الكاريبي. هذا الانتشار يعكس الالتزام العالمي للمنظمة بمبادئها وأهدافها، ويتيح لها فرصة التأثير على مستوى واسع.

## التأثير الاجتماعي
تعتبر ألفا فاي ألفا من أبرز المنظمات التي لعبت دورًا مهمًا في التغيير الاجتماعي في الولايات المتحدة. كانت جزءًا من العديد من الحركات الاجتماعية والسياسية، من ضمنها حركة الحقوق المدنية في الستينيات. أعضاؤها كانوا في طليعة النضال من أجل المساواة والعدالة، وما زالوا يسعون لتحقيق التقدم في هذه المجالات.
تُعد ألفا فاي ألفا رمزًا للأخوة، والقيادة، والخدمة العامة بين المجتمعات الأمريكية من أصل إفريقي. على مر أكثر من قرن من الزمان، حافظت على إرثها في التميز الأكاديمي والخدمة المجتمعية، وتستمر في لعب دور محوري في تشكيل قادة المستقبل والعمل على تحسين الظروف المجتمعية. تعد ألفا فاي ألفا مثالاً حيًا على القوة الجماعية والتضامن، وأثبتت أن العمل المشترك يمكن أن يحدث تغييرًا حقيقيًا ومستدامًا.